# عين الكعيبة
عين الكعيبة (محليًا: عين الچعيبة) هي عين مائية مُسوَّرة احتضنت الحجر الأسود بعد أن أحضره أبو طاهر الجنابي من المسجد الحرام. تقع العين شرق السعودية في محافظة القطيف، شمال شرق بلدة الجش. العين ارتوازية عُرفت لسقيها البساتين حولها والبساتين الواقعة شمال غرب مدينة سيهات، إلا أنها جفت. انتشرت العديد من الفخاريات حول العين وداخلها. تعود طريقة تشذيب حجارة البناء المستخدمة في بناء الجدار السفلي للعين إلى فترة قبيل الإسلام والفترة الإسلامية. في عام 2012م انجرفت العين بفعل جرَّافة لإحد المقاولين بعد أن تهاوى جزء كبير من جدرانها. وفي ٢٠١٥ تمت إعادة بناؤها.

## التسمية
نسب إلى العين هذا المسمى بسبب ما يذكره المؤرخون عن القرامطة واقتلاعهم الحجر الأسود وجلبه إلى عين الكعيبة عام 317هـ (929م).

## الموقع
تقع عين الكعيبة في أطراف محافظة القطيف إذ تحاذي صحراء البياض غرب القطيف. يصل حائطها الدائري إلى ارتفاع 8 أمتار، والذي ساهم في حمايتها من زحف الرمال الصحراوية. تنتمي عين الكعيبة إلى مجموعة من العيون الأخرى المتصلة جداولها بشبكة ري تتكون من تناقيبٍ وسواقٍ مُسقَّفة تحت الأرض. ويعتقد أن هذه الشبكة من عمل القرامطة حيث وصلوا روافد نهر محلم التاريخي بالعين عبر هذه التناقيب.

## التاريخ
يُعتقد أن عيون المنطقة تعود إلى حقبة العمالقة أبناء كنعان بن سنحارب بن نمرود الأول بن كوس بن سام بن نوح، ومن ضمنها عين الكعيبة. ويَعتقد الباحث علي الدورة أن تاريخها يعود الألف الثالث قبل الميلاد وأن الكنعانيون هم من شيدوها. واشتهرت في عام ٣١٧هـ (٩٢٩م) عندما نقل القرامطة الحجر الأسود من الكعبة في مكة المكرمة إلى العين، ومن هنا جاءت تسميتها.
أمر الجنابي بتسمية بعض الأماكن فيها بأسماء المشاعر المقدسة لدى المسلمين مثل الصفا والمروة والمشعرية والعين النباعة. ثم أجبر الناس على الحج إلى هذا المكان. على الرغم من معارضة أهل المنطقة وعموم المسلمين ورفضهم المجيء للحج، إلا أنه استمر 7 سنوات يحثهم حتى قتل في سبيل دعوته 70,000[بحاجة لمصدر] من المسلمين في مكة المكرمة.

## إعادة البناء والتحسين
- في 2019، سوَّرت الهيئة العامة للسياحة والتراث الوطني عين الكعيبة.[5][8]
- في 2015، جرت إعادة بناء كاملة لجدار العين بعد ردم جرّافة تابعة لمقاول البلدية العين كاملةً بجدرانها ومساواتها بالأرض، أثناء تهيئة مخطط سكني بالقرب من بلدة الجش بمحافظة القطيف.[5] عُمِلت بعض التقويات لقاعدة السور بخراسانة إسمنتية مع الحديد وجدار من الطابوق الإسمنتي. ثم تغطيتها وتغليفها بأحجار الفروش البحرية، الأحجار الجيرية مختلفة الأحجام، ونسبة كبيرة من أحجار العين الأصلية التي جمعت من داخل العين وحافتها العلوية والخارجية مع مراعاة مقاسات سماكة الجدار سابقاً. كما رمم جزء من بقايا القنوات المائية المرتبطة بالعين والمكتشفة أفرعها بالجهات الجنوبية والشمالية من العين. أخذ شكل قنواتها الشكل شبه المستطيل ممتداً بطول 29 متراً للقناة الشمالية و5.5 متراً للقناة الجنوبية. وبلغ عرض القناة الجنوبية 1.55 متراً باتساع مع الاتجاه للجنوب حتى وصولها إلى عرض 2.20 متراً ثم تضيق مرة أخرى حتى تصل إلى عرض 0.70م وبلغ عمقها 0.80 متراً مع استمرار نقصان منسوب العمق بالاتجاه إلى جنوبها. أما القناة الشمالية فبلغ طولها 29 متراً بمتوسط عرض 1.10 متراً وعمق 0.80 إلى 0.70 متراً. للقناة الشمالية ارتباطا بمبنى صغير اسطواني الشكل يسمى بفوهة التنظيف أو بالتنجيب أو الخرزة ويبلغ قطره 1.15م.[4]
- في 2013، أعيد حفر العين وتنقيبها وتوضيح قنواتها. أثناء العملية، كشفت العين وتم توضيح قطرها الذي بلغ 15 متراً، واستخراج جميع أحجار سورها الذي سقط بداخلها، بالإضافة إلى المخلفات وغيرها. كما تمت متابعة القنوات المائية واتجاهاتها والكشف عن قناتين رئيسيتين واحدة من الناحية الجنوبية والمتجهة إلى مزارع سيهات والأخرى من الناحية الشمالية والتي تتفرع منها عدة قنوات تروي بساتين المنطقة المحيطة بها.[4]

## معرض الصور

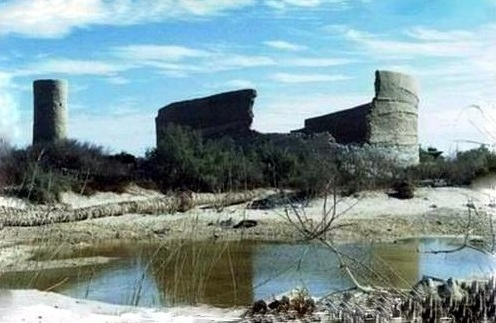
الهيئة التاريخية للعين قبل جرفها من قبل المقاول.
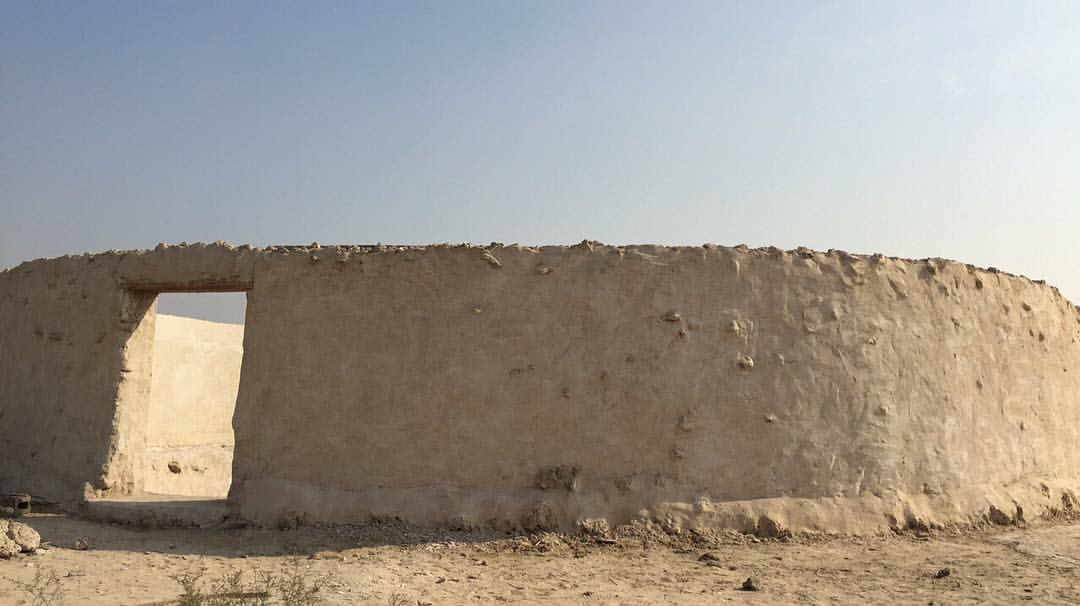
العين كما تبدو بعد إعادة بناءها، ٢٠١٧م.
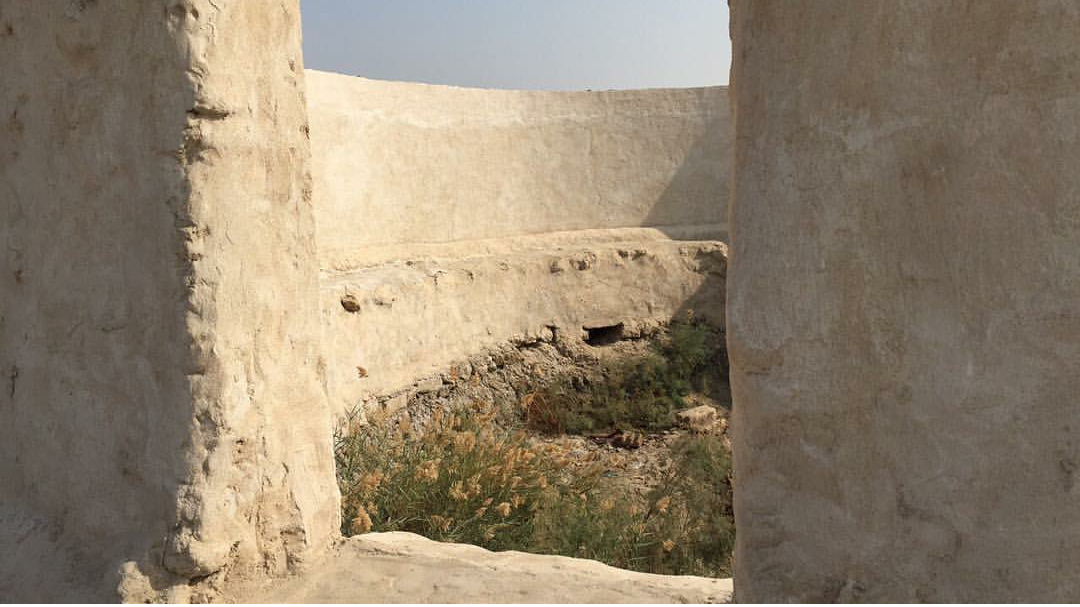
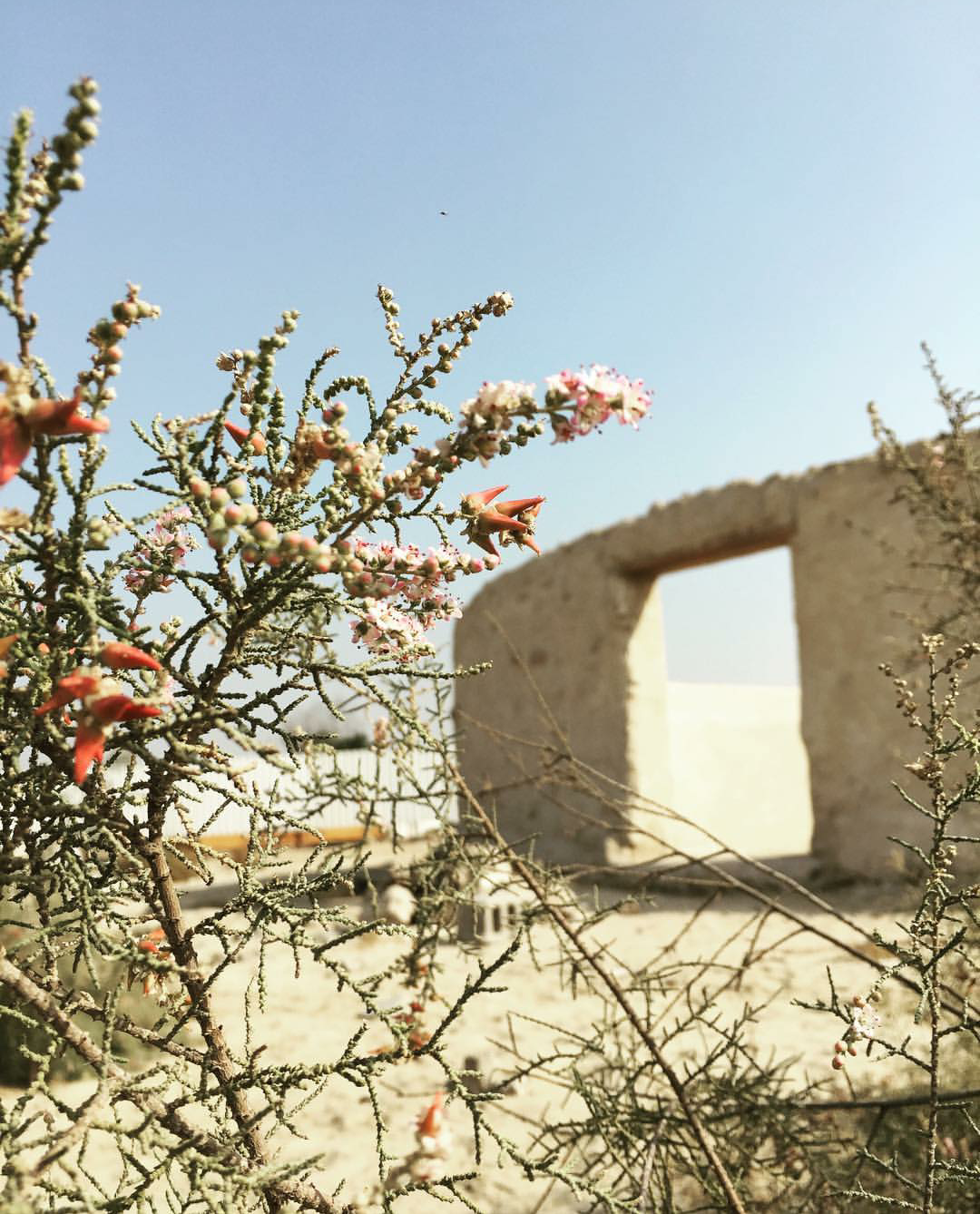